# Mecyclothorax sculptonotata
Mecyclothorax sculptonotata is een keversoort uit de familie loopkevers (Carabidae). De wetenschappelijke naam van de soort is voor het eerst geldig gepubliceerd in 1909 door Enderlein, 190.